# HNoMS Pol III
HNoMS Pol III var i perioden 1926-1939 en norsk hvalfanger. I 1939 blev Pol III, i lighed med mange andre hvalfangere, brugt af Den Norske Marine som bevogtningsfartøj. Pol III blev historisk, da den under kommando af kaptajn Leif Welding-Olsen, opdagede den tyske invasionsflåde i Oslofjorden den 8. april 1940. Pol III fik hurtigt varslet Rauøy fort, noget som førte til at den tyske krydser Blücher blev sænket ved Oscarsborg. Efter 2. verdenskrig blev Pol III solgt og ombygget til fiskefartøjet Johan E. I 1978 var den blandt de ældre fiskebåde i fiskeflåden, men i stedet for at blive ophugget blev den i stedet solgt og brugt til transport af levende fisk. Båden er forsat i brug, og sejler i dag under navnet Arnøytrans.